# اینورنس (ایلینوی)
اینورنس (به انگلیسی: Inverness) یک روستا در ایالات متحده آمریکا است که در ایلینوی واقع شده‌است. اینورنس ۱۷٫۳۳ کیلومتر مربع مساحت و ۷٬۳۹۹ نفر جمعیت دارد.